# Pál Tábori
Paul Tabori (en hongrois Pál Tábori) est un écrivain, journaliste et scénariste hongrois, né le 8 mai 1908 à Budapest (alors en Autriche-Hongrie, et désormais en Hongrie) et mort le 9 novembre 1975 à Londres (Angleterre).

## Biographie
Paul Tabori fait des études en Suisse, en Hongrie et en Allemagne. Par la suite il voyage beaucoup avant de s'installer à Londres en 1937, où il exerce divers métiers, correspondant à l'étranger, critique de cinéma, etc. De 1943 à 1948 il est scénariste chez London Film Productions, la société de production d'Alexander Korda, puis eu début des années 1950 il travaille à Hollywood,.

## Œuvres (sélection)
- 1945 : Private Gallery: A Collection of Stories, Londres, Sylvan Press, illustré par Mihály Bíró.
- 1946 : À même la terre nue (Bricks upon dust), 256 p., Éditions de la Paix (Bruxelles), 1946
- 1947 : Le soleil de ma nuit, 360 p., Éditions du Bateau ivre (Paris), 1947
- 1948 : Les Deux forêts, 456 p., Éditions de la Paix (Bruxelles), 1948
- 1955 : Salvatore, 351 p., Éditions Del Duca (Paris), 1955
- 1959 : Alexander Korda, 324 p., Éd. Oldbourne (Londres), 1959
- 1970 : La Frontière, 277 p., Éditions Gérard et Cie 'Verviers) et l'Inter (Paris), 1970
- 1972 : The Anatomy of exile, 432 p., Éd. Harrap (Londres), 1972

## Filmographie partielle
- 1951 : La Vallée des aigles (Valley of Eagles) de Terence Young
- 1953 : Spaceways de Terence Fisher
- 1953 : Four Sided Triangle de Terence Fisher
- 1953 : Mantrap de Terence Fisher
- 1954 : Mask of Dust de Terence Fisher
- 1954 : Diplomatic Passport (en) de Gene Martel
- 1954 : Five Days (en) de Montgomery Tully
- 1954 : Star of My Night (en) de Paul Dickson
- 1955 : Alias John Preston (en) de David MacDonald
- 1957 : Morning Call (en) d'Arthur Crabtree
- 1961 : Strip Tease Murder (en) d'Ernest Morris (en)